# Axelsberg

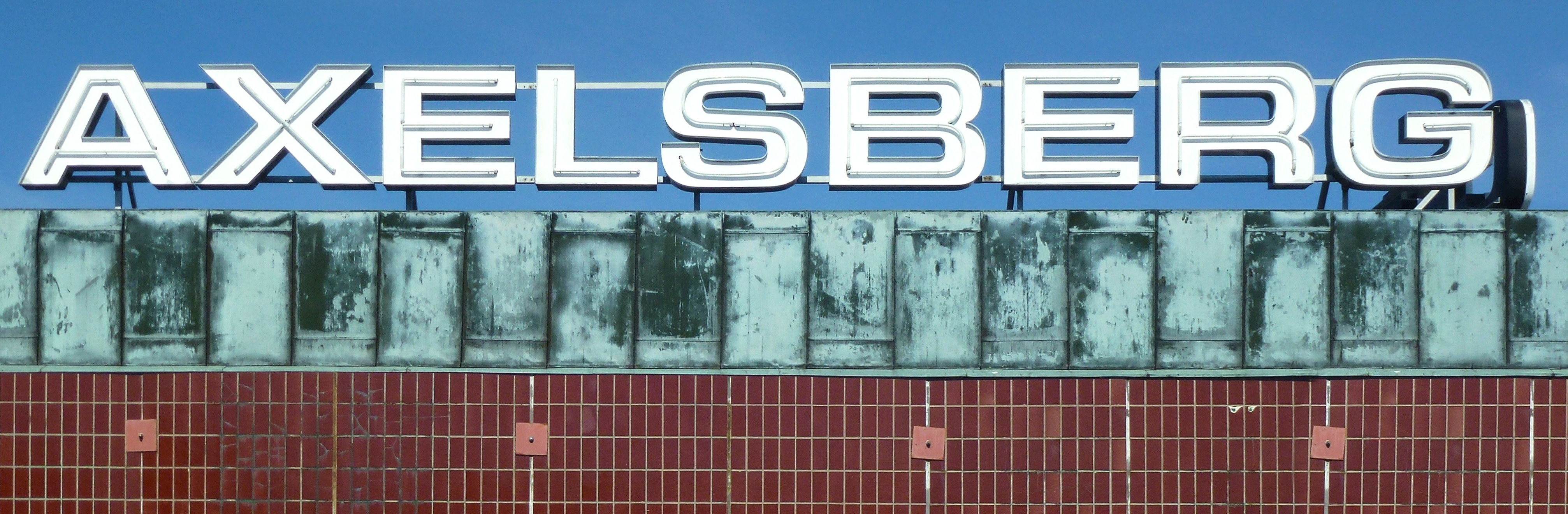
Ljusskylt med texten "Axelsberg".

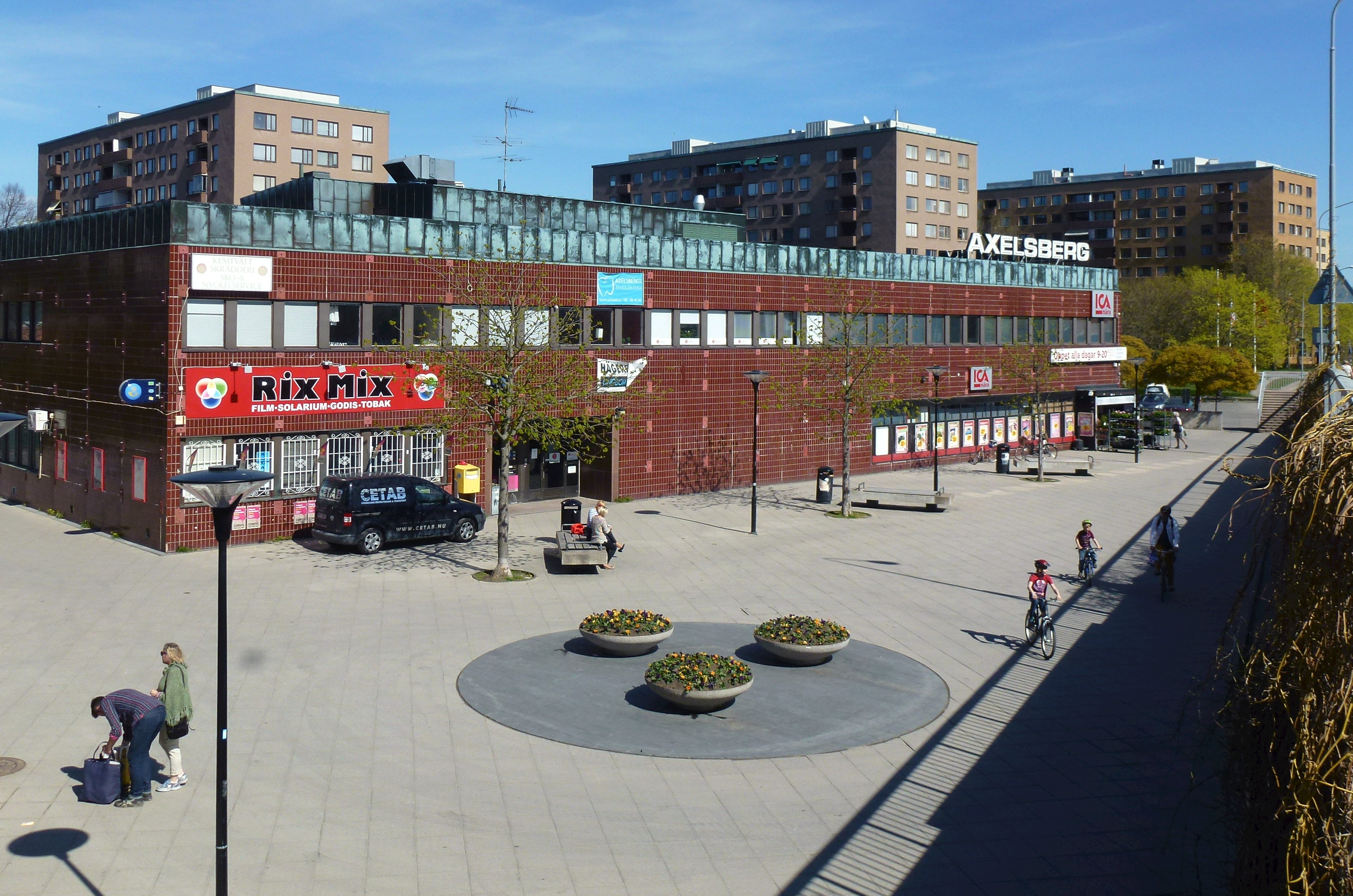
Axelsbergs centrum, även kallat Hägerstens torg, april 2014.

Axelsberg är ett område inom stadsdelen Hägersten i Söderort inom Stockholms kommun. Eftersom området är informellt har det ingen officiell avgränsning, men namnet brukar avse det område som betjänas av Axelsbergs tunnelbanestation. Norr om stationen ligger Hägerstens torg, ett mindre centrum med restaurang och några butiker samt ett antal skivhus från 1960-talet. Söder om stationen ligger Axelsbergs torg med Axelsbergs äldreboende och vårdcentral.

## Historik

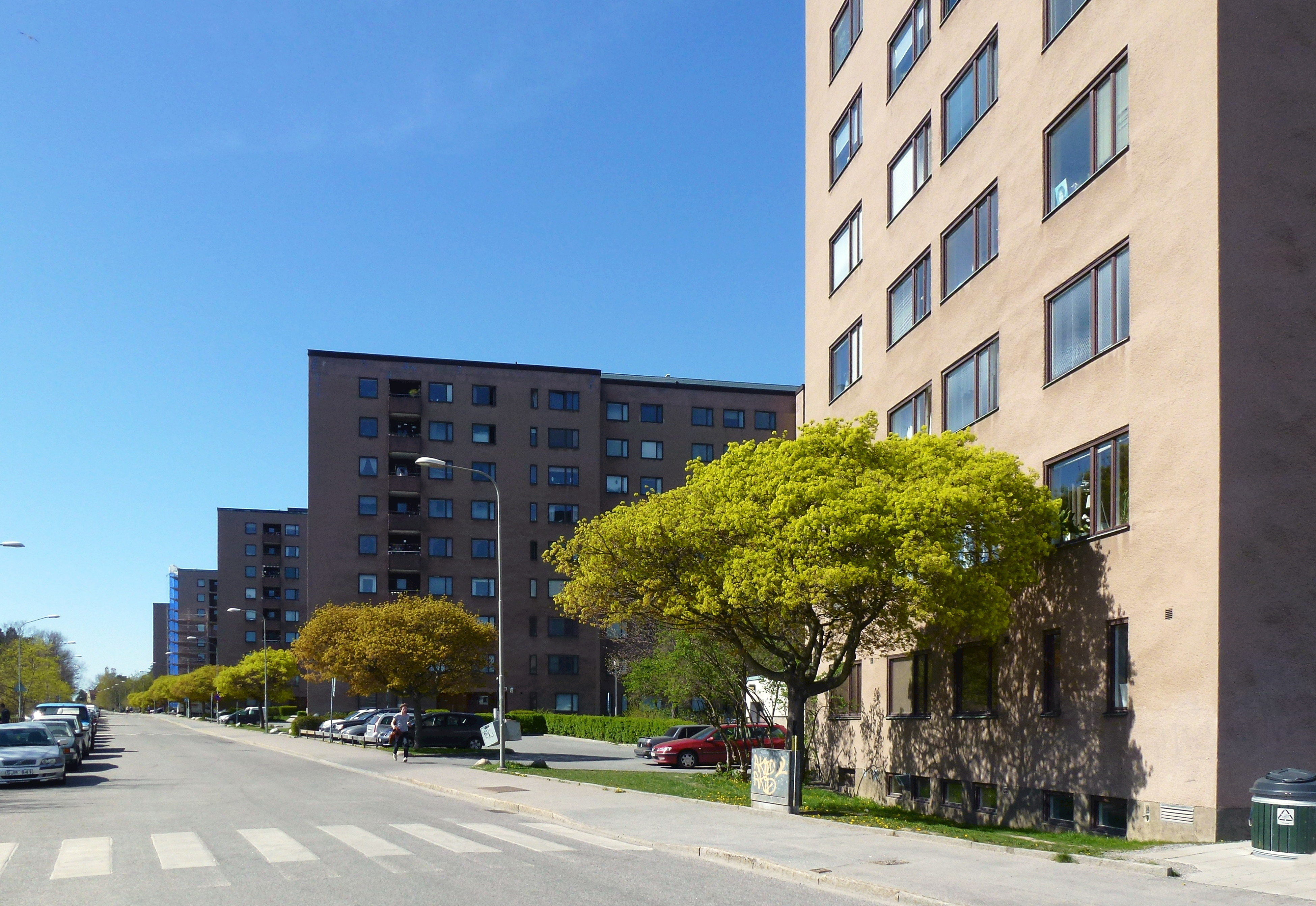
Bostadshus längs Selmedalsvägen.

Namnet Axelsberg härrör från en villa som hette Axelsberg. Ägarens förnamn var Axel, troligen rör det sig om Axel Rosenlund (delägare i Olsson & Rosenlunds AB) som hade sin verksamhet i närheten. Senare kom hela villaområdet liksom tunnelbanestationen att kallas Axelsberg.
Axelsbergs bebyggelse präglas av de stora skivhusen längs Selmedalsvägen och det röda tegelkomplexet som ligger på båda sidor om tunnelbanan. Skivhusen uppfördes i ramen för miljonprogrammet mellan 1965 och 1973 av olika byggföretag, arkitekt var AGL Arkitektkontor AB (Stig Ancker, Bengt Gate och Sten Lindegren).

## Tunnelbanestationen

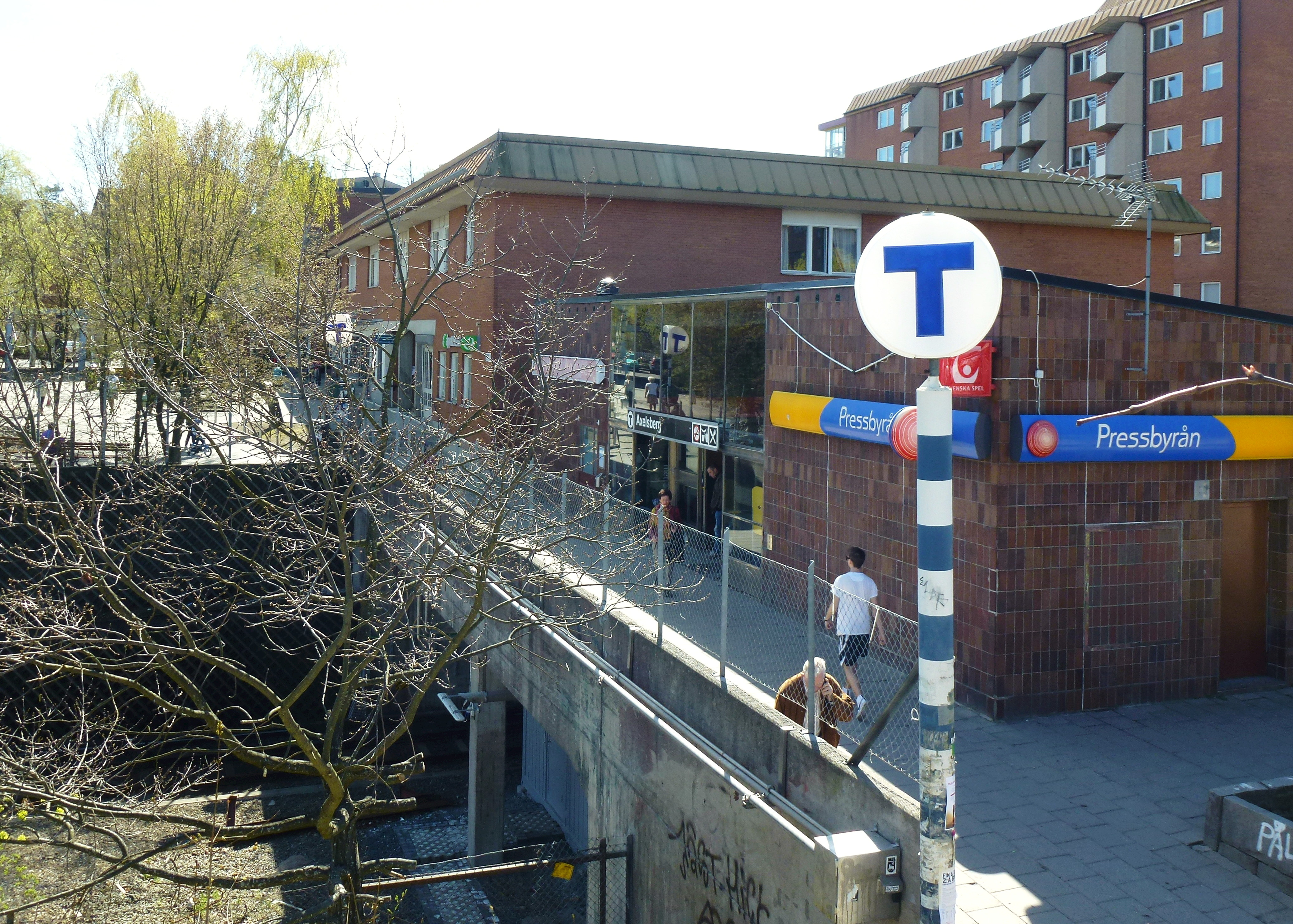
Tunnelbanestationen, 2014.

Station Axelsberg ligger på röda linjen) mellan stationerna Örnsberg och Mälarhöjden. Stationen ligger vid Axelsbergs torg och Selmedalsvägen. Avståndet från station Slussen är 6,4 kilometer. Stationen invigdes den 16 maj 1965.

### Överdäckning
I början av 2000-talet pågick planering och förprojektering av en överdäckning av tunnelbanestationen och spårområdet med bostadsbebyggelse. Syftet var att göra det möjligt att uppföra cirka 500 nya lägenheter i närheten av Axelsbergs centrum och tunnelbanestation. Planerna ändrades 2015 och det var då inte längre aktuellt att genomföra.